# Incidentul OZN de la Westall
Incidentul OZN de la Westall a avut loc la 6 aprilie 1966 în Melbourne,  Victoria.

## Rapoarte
Miercuri, 6 aprilie 1966, la aproximativ ora 11:00, elevii și un profesor de la Westall High School, acum Westall Secondary College, au raportat că au văzut un obiect zburător, descris ca o ambarcațiune în formă de farfurie gri (sau verde-argintiu), cu o ușoară nuanță violet și cam de două ori mai mare decât o mașină de familie. Potrivit elevilor, obiectul a coborât, a survolat liceul și a dispărut în spatele unui pâlc de copaci. Obiectul s-ar fi deplasat într-o pădure de pini într-o zonă cunoscută sub numele de Grange (acum o rezervație naturală). Aproximativ 20 de minute mai târziu, obiectul ar fi reapărut, a urcat cu viteză și a plecat spre nord-vest. Unele relatări descriu obiectul ca fiind urmărit de cinci avioane neidentificate.

## Explicații
Ziarul australian The Age l-a descris ca pe un balon meteo: „Obiect, posibil balon - Un obiect zburător neidentificat văzut ieri dimineață peste zona Clayton-Moorabbin ar fi putut fi un balon meteo. Sute de copii și un număr de profesori de la Westall School, Clayton, au urmărit obiectul în timpul pauzei de dimineață. Biroul meteo a lansat un balon la Laverton la 8:30 și vântul de vest care sufla în acel moment ar fi putut să-l mute în zona în care a fost raportat obiectul”. Ziarul a mai spus că o serie de avioane mici zburau în jurul său. Cu toate acestea, un control ulterior a arătat că niciun pilot comercial, privat sau RAAF nu au raportat ceva neobișnuit în zonă. The Sun și The Herald nu au menționat incidentul, dar au publicat desene cu farfurii zburătoare.
Potrivit lui Keith Basterfield, un balon rătăcit din cadrul proiectului HIBAL cu baloane de mare altitudine, utilizat pentru a monitoriza nivelurile de radiații după testele nucleare britanice de la Maralinga este o explicație probabilă. Basterfield a găsit documente în Arhivele Naționale și fostul Departament de Aprovizionare care indică faptul că un balon de teste lansat de la Mildura ar fi putut fi deviat de la curs „și a coborât în Clayton South într-un padoc lângă Westall High School, alarmând și provocând confuzie la sute de martori oculari, inclusiv profesori și elevi”. Basterfield a declarat că baloanele HIBAL au un aspect argintiu alb, o parașută și un tub de gaz, ceea ce este în concordanță cu descrierile martorilor obiectului. De asemenea, s-a raportat că, după incident, „bărbați în costume” i-au avertizat pe martori să nu discute detalii despre exercițiul secret al guvernului.
Potrivit scepticului Brian Dunning, „balonul meteorologic este o explicație probabilă doar pentru prima jumătate a evenimentului”. Dunning a sugerat că o țintă din nylon, ca o șosetă în vânt, remorcată de un avion pentru ca ceilalți s-o urmărească și despre care se știe că a fost folosită de aviația australiană militară locală în acel moment, era „cel puțin o posibilitate foarte rezonabilă pentru a doua jumătate a evenimentului”. Dunning a adăugat că, pe măsură ce au trecut anii, „descrierile a ceea ce s-a văzut de fapt s-au diluat cu descrieri inventate de un număr necunoscut de elevi care nu au văzut nimic și nu există nicio modalitate de a ști ce a adevărat și ce s-a adăugat”.
Deși unii martori au raportat cinci aeronave în jurul obiectului, anchetatorii nu au reușit să găsească nicio înregistrare a unui astfel de avion. Un aeroport local, care se află la 4,76 km (sud-vest) distanță de școală, a fost verificat, dar nicio aeronavă de pe acel aeroport nu a intrat în spațiul aerian. De asemenea, RAAF nu a raportat nicio activitate militară în acest domeniu. Scepticii australieni au descris obiectul ca fiind un avion militar experimental.

## Reuniune
O reuniune a martorilor incidentului a avut loc la Westall Tennis Club Hall la 8 aprilie 2006, pentru a comemora 40 de ani de la incident.

## În cultura populară
Un documentar de 50 de minute numit Westall '66: A Suburban OZN Mystery a fost difuzat la televiziunea australiană pe 4 iunie 2010.  La 21 ianuarie 2016, programul Studio 10 al Channel 10 (Australia), a difuzat un segment intitulat: 21 Jan – Melbourne UFO Mystery: 50 Years On, care a inclus interviuri în direct cu martori care erau copii la școala locală din Melbourne suburbana în 1966. Incidentul a fost prezentat și în Close Encounters. The Phenomenon (Fenomenul, 2020) un film documentar regizat și coprodus de ufologul James Fox, include conținut legat de acest caz.